# محاكاة عتاد الحاسوب
محاكاة العتاد الحاسوبي هي محاكاة الحواسيب كمنصات عتادية كاملة، أو محاكاة لبعض التمثيلات المنطقية لمكوناتها، أو محاكاة للوظائف اللازمة لتشغيل نظم التشغيل المختلفة. تعزل المحاكاة الخصائص الفيزيائية للمنصات الحاسوبية عن المستخدم، وتقدم بدلاً منها منصة حوسبة مجردة. كانت برمجيات التحكم بالمحاكاة في بداياتها تدعى «برنامج التحكم»، لكن أصبحت مصطلحات «المشرف» أو «مراقب الأجهزة الظاهرية» مفضلة لاحقاً.